# Coppa Europa invernale di lanci 2001
La Coppa Europa invernale di lanci 2001 è stata la I edizione della Coppa Europa invernale di lanci, e si svolta a Nizza in Francia, il 17 e 18 marzo 2001.

## Risultati[1]
| Gara                   | Oro               | Misura | Argento            | Misura | Bronzo                | Misura |
| ---------------------- | ----------------- | ------ | ------------------ | ------ | --------------------- | ------ |
| Getto del peso         | Manuel Martínez   | 20,27  | Paolo Dal Soglio   | 19,96  | Gheorghe Gușet        | 19,50  |
| Lancio del disco       | Timo Tompuri      | 61,79  | Andrezej Kravczyk  | 61,60  | Aleksandr Boričevskij | 61,22  |
| Lancio del giavellotto | Peter Blank       | 82,10  | Gregor Hogler      | 80,81  | Bjorn Lange           | 78,60  |
| Lancio del martello    | David Chaussinand | 76,54  | Vladyslav Piskunov | 76,41  | Alexan Papadimitriou  | 76,36  |

| Gara                   | Oro                | Misura | Argento            | Misura | Bronzo               | Misura |
| ---------------------- | ------------------ | ------ | ------------------ | ------ | -------------------- | ------ |
| Getto del peso         | Vita Pavlyš        | 19,47  | Larisa Peleshenko  | 18,77  | Ludmilla Sechko      | 18,54  |
| Lancio del disco       | Nicoleta Grasu     | 65,54  | Olena Antonova     | 61,88  | Mélina Robert-Michon | 61,87  |
| Lancio del giavellotto | Tatyana Shikolenko | 63,96  | Ana Milera Termure | 62,49  | Claudia Coslovich    | 57,89  |
| Lancio del martello    | Olga Kuzenkova     | 71,30  | Manuela Montebrun  | 69,72  | Lorainne Shaw        | 69,11  |